# Santa Chiara (Palermo)
Die Chiesa di Santa Chiara ist ein Kirchengebäude in Palermo

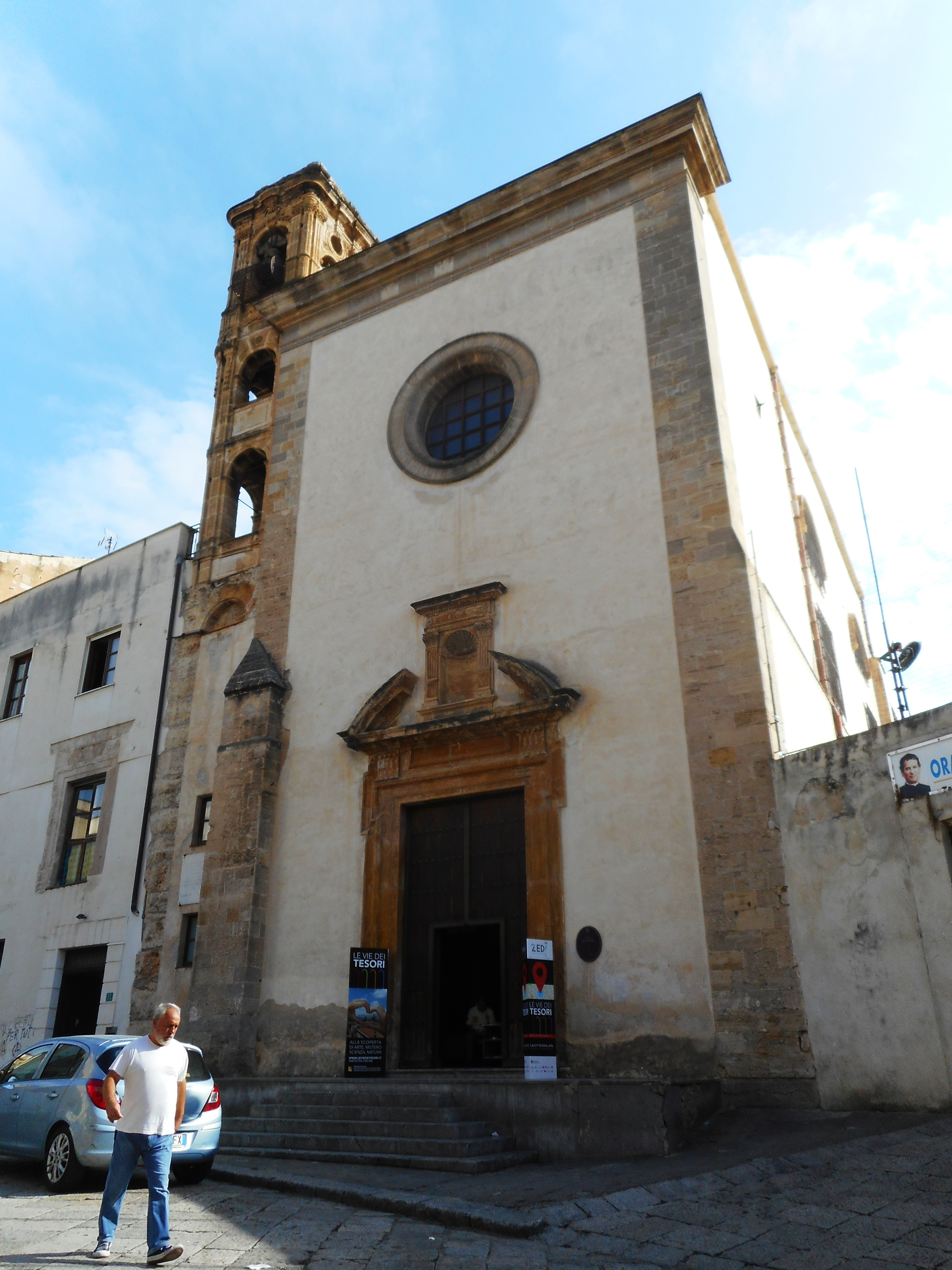
Fassade

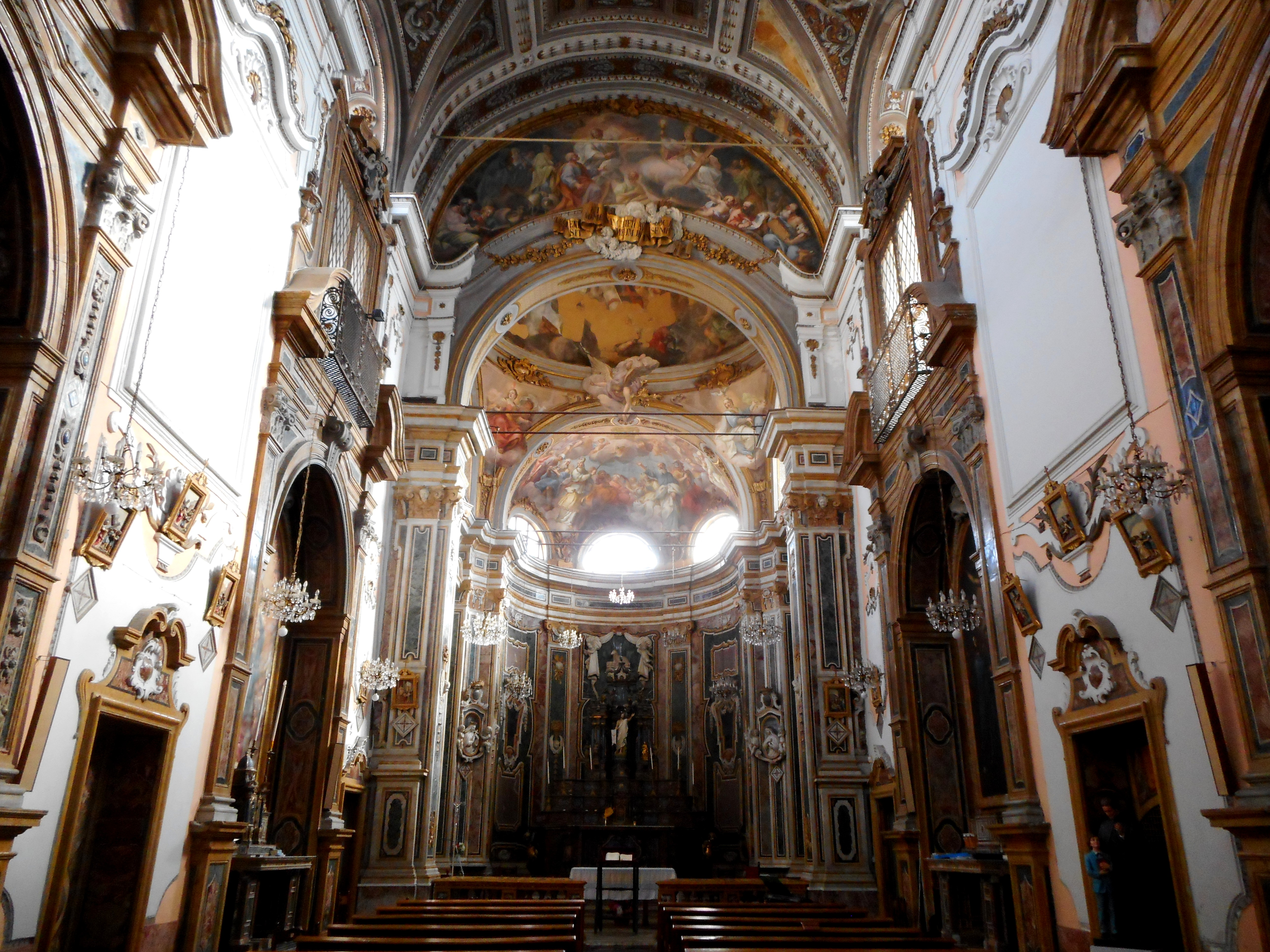
Innenraum

An der Piazza Santa Chiara, auf altem punischen Gemäuern wurde 1340 von Matteo Sclafani ein Klarissenkloster mit dazugehöriger Kirche im gotischen Stil gestiftet, nachdem er an dieser Stelle den Palast seines Onkels Matteo Termini erhalten hatte. Im 17. Jahrhundert wurde die Kirche barock umgestaltet und teilweise erneuert. Das Kloster wurde im 19. Jahrhundert aufgehoben.
Auffällig ist der links neben der Hauptfassade platzierte aufwändig barockisierte Kampanile, der im starken Kontrast zur schlichten Fassade mit ihrem geraden Dachabschluss steht. Einziger Schmuck der Fassade ist der gesprengte Segmentgiebel über dem Portal mit einem dazwischen liegenden Wappen und das hoch gelegene Ochsenauge.
Das Innere der Kirche ist mit spätbarockem Dekor aus Marmor, Stuck und Fresken versehen. Das Tonnengewölbe des Langhauses weist monochrome Malereien auf, die in symmetrische Stuckfächer mit vergoldeten Rosetten eingebracht sind. Das zentrale Deckenbild zeigt die von Putten umgebene Heilige Klara.
Die Decken von Chor und Apsis sind bemalt mit alttestamentlichen Patriarchen und Heiligen von einem unbekannten Maler des 17. Jahrhunderts aus der Schule von Pietro Novelli.
Pietro Novelli malte auch 1646 für die Kirche sein beeindruckendes Altarbild „Beweinung Christi“, das sich heute im Museo Diocesano di Palermo befindet.